# Олдза
Олдза (на словашки: Oľdza) е село в Търнавски край, югозападна Словакия. Населението му е 498 души (по приблизителна оценка от декември 2017 г.).
Разположено е на 123 m надморска височина в Среднодунавската низина, на 10 km от левия бряг на река Дунав и на 24 km източно от столицата Братислава. Споменава се за пръв път през 1239 година. До 1918 и през 1938 – 1945 година е част от територията на Унгария, а в наши дни над 90% от жителите са етнически унгарци.